# Arturo Ferrarin

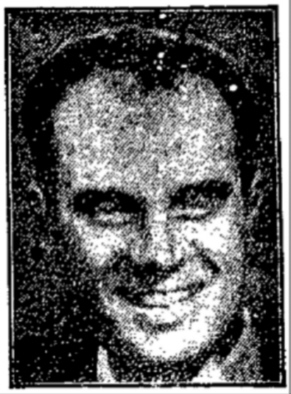
Arturo Ferrarin

Arturo Ferrarin (* 12. Februar 1895 in Thiene bei Vicenza; † 18. Juli 1941 in Guidonia Montecelio bei Rom) war ein Flugpionier und Pilot der italienischen Luftwaffe.

## Leben
Ferrarin ging in Turin zur Schule, wo er auch Flugpioniere aus Frankreich und Großbritannien kennenlernte, u. a. Louis Blériot. Im Sommer 1916 schloss er seine Pilotenausbildung ab und nahm am Ersten Weltkrieg teil.
Nach dem Krieg zeichnete sich Ferrarin mehrfach als Kunstflieger aus, u. a. in Villacoublay bei Paris und auf der internationalen Luftfahrtausstellung in Amsterdam. Vom 14. Februar bis zum 31. Mai 1920 flog er von Rom nach Tokio und zurück. Danach arbeitete er als Testpilot bei der Firma Ansaldo, betätigte sich jedoch weiterhin als Kunstflieger, u. a. 1922 in Nizza und 1923 in Spanien und Polen. 1925 machte er einen Rundflug durch Europa, wobei er auf einem kurzen Abschnitt auch die belgische Königsfamilie mit der Fliegerei bekannt machte. In den USA und in Venedig nahm er 1926 und 1927 an der Schneider-Trophy teil. 1928 stellte er mit seinem Kopilot Carlo Del Prete bei einem Flug von Rom nach Natal in Brasilien (7.188 km) einen Langstreckenrekord auf, für den er einen hohen Luftwaffenorden und auch ausländische Auszeichnungen erhielt. Bei diesem Flug mit einer Savoia Marchetti S. 64 kam ein Funkgerät von Telefunken zum Einsatz, das ebenfalls einen Rekord darstellte: Noch nie zuvor waren die Piloten eines Langstreckenflugs ohne Unterbrechung mit den Bodenstationen in Verbindung:
Die „völlig normale Telefunken-Flugzeugstation“ [arbeitet] „auf einem Wellenbereich von 300–1300 Meter. Als Stromquelle dient ein kleiner leichter Doppelgenerator, der von einem selbstregulierenden Propeller angetrieben wird. […] Die Antennenanlage ist ein 70 m langer Draht, der an seinem unteren Ende ein Gewicht trägt. Die Reichweite der Station beträgt 500–600 km bei Telegraphie und etwa 200 km bei Telephonie.“
In den Jahren danach arbeitete er als technischer Berater für verschiedene italienische Flugzeughersteller.
Bei Ausbruch des Zweiten Weltkriegs beantragte Ferrarin seine Versetzung zu den Jagdfliegern, jedoch ohne Erfolg. Am 18. Juli 1941 starb er bei der Erprobung eines neuen Flugzeugs – einer SAI-Ambrosini 107 – auf dem Flugplatz Guidonia.